# 三秦

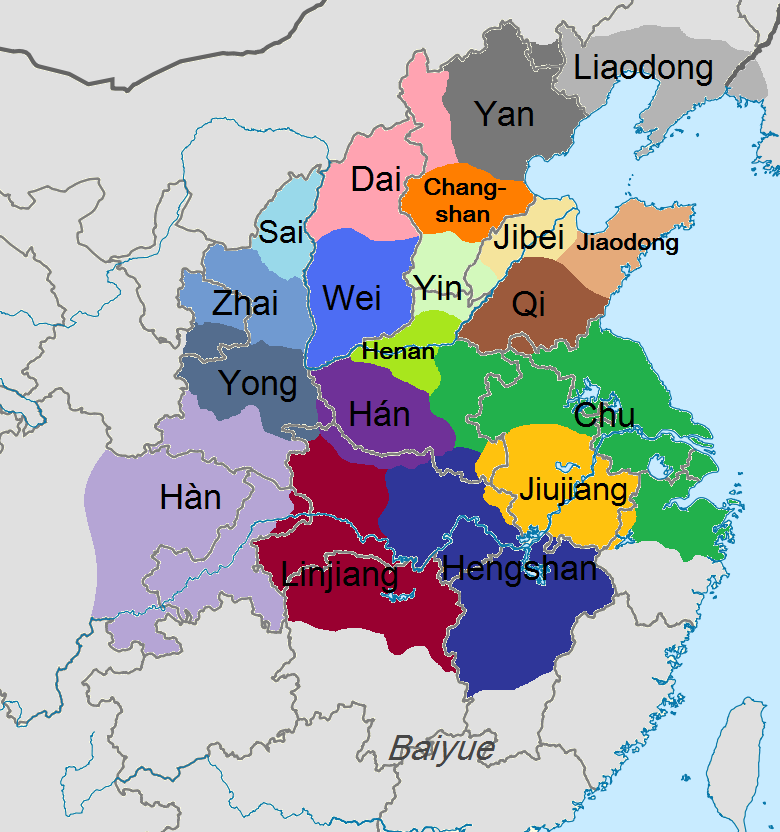
項羽十八諸侯位置圖(翟國和塞國位置實際上是相反的)

三秦，原指雍王章邯、塞王司馬欣、翟王董翳三位被項羽封在关中地区为王的秦朝降将，后成为中国陕西省的别称。

## 历史
秦朝滅亡之後，項羽封劉邦為漢王，統治秦嶺以南的漢中，而另封原秦朝三位降將為王，統治關中地區，以遏制劉邦。其中封章邯為雍王，管轄關中西部；封司馬欣為塞王，管轄關中東部；封董翳为翟王，管轄關中北部。《史记》、《汉书》等书将此三位秦将称为三秦。如《史记》郦生陆贾列：“起蜀汉之兵击三秦 ，出关而责义帝之处。”
汉高祖元年（前206年），楚漢相争已達白熱化，劉邦趁项羽北上攻齊之時，聽趙衍指出一条小道，刘邦沿着这条小道进入关中平定三秦，接著滅魏、韓、趙、代、燕、齊等國，最後接連在陳下之戰、垓下之戰擊敗項羽，取得決定性的勝利。
后来三秦成为地理名词，指关中地区，见于“二十四史”中的《晋书》、《北史》等。

## 地理
三秦日後成爲整個陝西的別稱。也可以指陕西以地理条件差异由北至南三分为：陕北、关中和陕南。明末陝西原任通政使馬鳴世即提到：“三秦為海內上游，延安、慶陽為關中屏藩，榆林又為延慶屏藩，無榆林必無延慶，無延慶必無關中矣。”十餘年後李自成果然自三秦攻陷北京。

## 另見
- 三輔
- 三吳
- 三河
- 三蜀
- 三魏
- 三齊
- 三楚
- 三巴
- 三晉
- 三湘
- 三韩
- 三迤